# Kiseljovsk
Kiseljovsk (Russisch: Киселёвск) is een mijnbouwstad in de Russische oblast Kemerovo in de Koezbass in het zuiden van Siberië. De stad ligt aan de rivier de Aba (zijrivier van de Tom), ten noorden van Prokopjevsk en op ongeveer 240 kilometer van Kemerovo. De stad telde 106 341 inwoners bij de volkstelling van 2002 (geschat op 103 817 op 1 januari 2008).
Kiseljovsk is een typische monogorod bestaande uit zes als zelfvoorzienende mijnbouwnederzettingen opgezette kernen; Krasny Kamen, Afonino, Tsentralny, Zeljonaja Kazanka, Tsjerkasov Kamen en Karagajla. De meeste bebouwing stamt uit de jaren 50 en 60 van de 20e eeuw.

## Geschiedenis
Rond 1770 werd door migranten uit Centraal-Rusland het dorp Tsjerkasovo gesticht, waarvan een van de uiteinden Kiseljovka werd genoemd. De beide namen zijn afkomstig van de achternamen van de eerste dorpelingen; Tsjerkasov en Kiseljov.
In 1836 werden de chemische en metallurgische eigenschappen van de net aangetroffen steenkool bij het dorpje Afonino onderzocht door ingenieur-kapitein N. Sokolovski. In 1842 schreef hij een artikel in het "mijnbouwtijdschrift" (gornom zjoernale) over de mogelijkheid om deze in te zetten bij de ijzerwerken. In 1850 werd vervolgens bij Afonino begonnen met kleinschalige kolenmijnbouw voor de ijzerwerken van Tomsk.
Vlak voor de Russische Revolutie werd echter begonnen met een meer grootschalige dagbouwmijn die op 15 oktober 1917 de eerste steenkool leverde. Deze dag werd daarop uitgeroepen tot de geboortedag van de Kiseljovskmijn en daarmee van de stad. Op 20 januari 1920 werden de genationaliseerde mijnen tot onderdeel gemaakt van de organisatie voor de kolenindustrie Siberië-Siboegol ("Siberische steenkool") en werd begonnen met de industrialisatie van de mijnbouw in het gebied. Op 25 oktober 1921 kregen de mijnen een spoorverbinding en kon de steenkool versneld worden afgevoerd. In 1932 werden twee nieuwe mijnen geopend en op 1 november van dat jaar werd Afonino bestuurlijk samengevoegd met Tsjerkasovo tot de arbeidersnederzetting Kiseljovski. Reeds op 20 januari 1936 was het aantal inwoners echter zover gegroeid dat het de status van stad kreeg met de naam Kiseljovsk.

## Economie en onderwijs
Met de val van de Sovjet-Unie werden 6 mijnen gesloten, zodat er momenteel nog 5 mijnen (2 schachtbouw en 3 dagbouw) over zijn gebleven in de stad, waar verder nog 3 ertsverwerkingsbedrijven voor steenkool actief zijn. Voor de toekomst staat de openstelling van een nieuwe mijn gepland en de heropenstelling van een aantal oude mijnen. Hiernaast bevinden zich in de stad twee machinefabrieken (mijnbouwapparatuur), een munitiefabriek (explosieven voor in de mijnen), steenfabriek, meubelfabriek en een aantal voedingsmiddelenfabrieken. Het onderwijs in de stad wordt onder andere gevormd door een mijnbouw-vakschool, een hogeschool voor pedagogiek, een aantal vakscholen en middelbare scholen en vier muziekscholen.
| 1939   | 1959    | 1970    | 1979    | 1989    | 2002    |
| ------ | ------- | ------- | ------- | ------- | ------- |
| 44.000 | 130.700 | 127.000 | 121.900 | 128.083 | 106.341 |

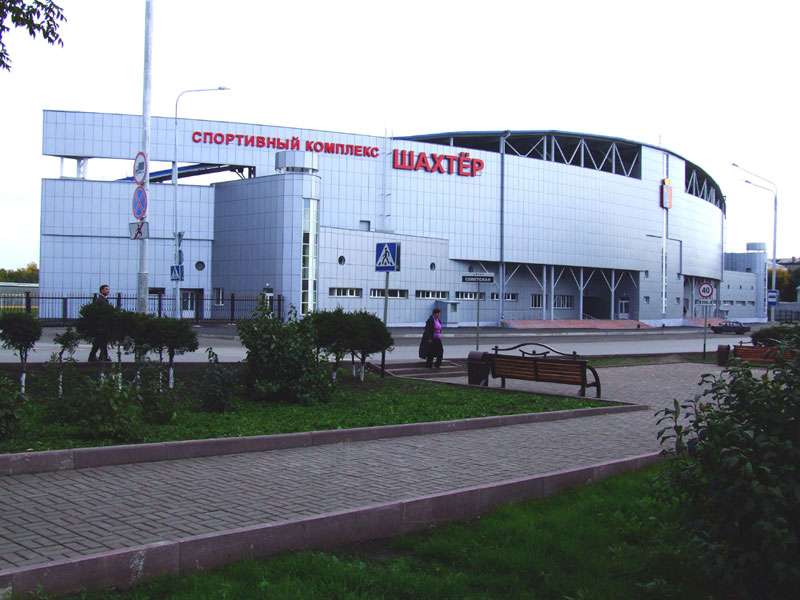
Sportstadion in het centrum van de plaats

Bestuurlijk centrum: Kemerovo

Anzjero-Soedzjensk · Belovo · Berjozovski · Goerjevsk · Joerga · Kaltan · Kiseljovsk · Leninsk-Koeznetski · Mariinsk · Mezjdoeretsjensk · Myski · Novokoeznetsk · Osinniki · Polysajevo · Prokopjevsk · Salair · Tasjtagol · Tajga · Topki